# Tipula (Pterelachisus) sibiriensis
Tipula (Pterelachisus) sibiriensis is een tweevleugelige uit de familie langpootmuggen (Tipulidae). De soort komt voor in het Palearctisch gebied.